# Fontana della Barcaccia
La Fontana della Barcaccia (nom italià) és una cèlebre font de Roma, situada a la Piazza di Spagna, al peu de l'escalinata de la Trinità dei Monti, que s'anomena així a causa del seu aspecte, que fa pensar en una barcassa que s'enfonsa.
L'obra es va finalitzar el 1627, segons es diu inspirada per l'arribada a la plaça d'un vaixell durant la crescuda del Tíber el 1598. L'anècdota serviria perquè el papa Urbà VIII li encarregués la realització de la font a Pietro Bernini, ajudat del fill que més tard el sobrepassaria en fama i tècnica, Gian Lorenzo.
Els Bernini van haver de superar algunes dificultats tècniques, degudes a la baixa pressió amb què circulava l'aigua de l'aqüeducte de l'Acqua Vergine en aquell punt concret.
Com que no era possible habilitar-hi brolladors ni petites cascades, es va construir una bassa lleugerament més baixa, a nivell de terra envoltant la barca, on, de la popa i la proa, emergeixen petits raigs d'aigua potable.
Completen la Barcaccia elements decoratius en forma de sols i abelles, símbols de la família papal que va encarregar l'obra, els Barberini.